# Tumulus de la Hoguette
Le tumulus de la Hoguette est un tumulus daté du Néolithique situé à Fontenay-le-Marmion, dans le département du Calvados, en France. La découverte sous le cairn de tessons d'une céramique particulière a donné ultérieurement son nom à une culture archéologique dite « groupe de La Hoguette » pour caractériser l'unité temporelle et matérielle de plusieurs sites néolithiques d’Europe.

## Historique
Le site est mentionné dès 1829 lors de la fouille du tumulus voisin de tumulus de la Hogue. Il fait alors l'objet d'une première fouille à la demande de la Société des antiquaires de Normandie. En octobre 1895, l'archéologue amateur G. Sausse y pratique une nouvelle fouille sommaire durant cinq jours et le mobilier funéraire recueilli n'est pas pertinent. Une campagne de fouilles approfondie s'y déroule de 1964 à 1969. En raison de sa fragilité, l'édifice a été recouvert de sable et de terre pour le protéger, il et n'est plus visible actuellement. Le site fait l’objet d’un classement au titre des monuments historiques depuis le 8 décembre 1975.

## Architecture

### Le cairn
Le tumulus de la Hoguette est un monument funéraire du même type que son voisin, le tumulus de la Hogue situé à 600 mètres, mais de taille plus petite d'où son diminutif en -ette. Les deux ensembles, architecturalement très homogène, correspondent à des cairns à chambres multiples de type armoricains (Île Guenioc,Cairn de Barnenez, Cairn de la Ville-Pichard) dont ils constituent les éléments les plus avancés vers l'est.

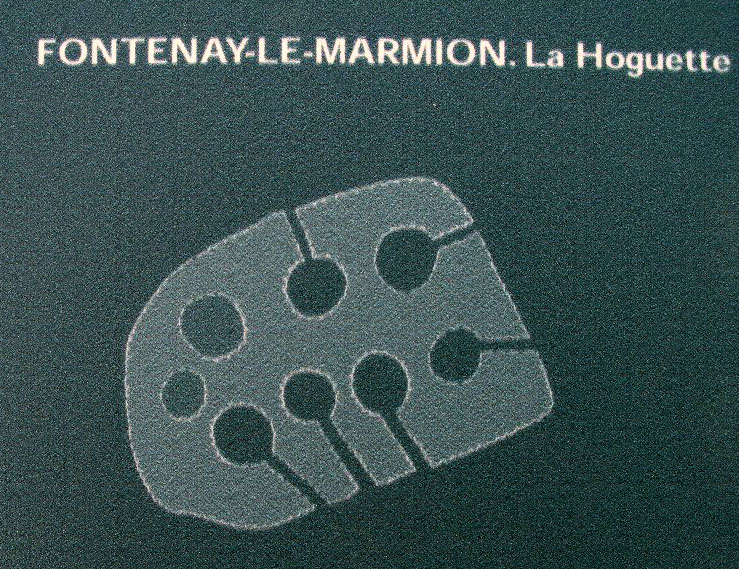
Plan général du monument.

Le cairn fut édifié à mi-pente du versant nord d'une vallée peu profonde. Le cairn mesure 29 m de long pour 21 m de large. Ses côtés nord-est et sud-est sont rectilignes et se coupent à angle droit, à l'ouest sa forme s’arrondit. L'ensemble est ceinturé d'un parement et couvre une superficie d'environ 550 m2.
Le cairn renferme sept chambres funéraires, de forme circulaire, chacune étant accessible par un couloir : trois ouvrent au nord-ouest, trois au sud-est et une au nord-est. Il est constitué de dalles calcaire posées à plat directement sur le paléosol. Les côtés externes du cairn, ceux des chambres et des couloirs sont délimités par un parement vertical assez soigné. Deux types de calcaire d'origine locale ont été employés : un calcaire dur et compact pour les parements, un calcaire plus tendre dans le reste de la structure. Du fait de l'arasement du cairn, dont la hauteur désormais ne dépasse pas en moyenne 0,80 m au nord et 0,50 m au sud, le mode de couverture des chambres demeure inconnue mais il devait être du type à encorbellement comme au tumulus de la Hogue, quant aux couloirs, aucune dalle de couverture n'a été retrouvée.
La mauvaise qualité du calcaire utilisé (calcaire très gélif) a probablement entraîné un effondrement rapide de la partie supérieure du cairn. En outre, de nombreuses fosses d'extraction de la pierre y ont été pratiquées ultérieurement détruisant en grande partie la chambre III et le couloir de la chambre VI.

### Les chambres
L'aménagement des chambres présente quelques variétés au niveau du dallage constitué soit uniquement de petites dalles simples (chambres I et II), soit de plus grandes dalles reposant sur un premier lit de plus petites (chambres II et VI) ou uniquement de grandes dalles posées directement au sol (chambre VI). La chambre VI comportait un cloisonnement interne vertical, type chambre/antichambre.
| Chambre                                                                               | Forme            | Diamètre moyen | Hauteur moyenne              | Sol chambre                   | Dimension du couloir | Sol couloir        |
| ------------------------------------------------------------------------------------- | ---------------- | -------------- | ---------------------------- | ----------------------------- | -------------------- | ------------------ |
| I                                                                                     | sub-circulaire   | 4,30 m         | 0,90 m                       | dallage jointif               | 3,80 m x 0,90 m      | dallage irrégulier |
| II                                                                                    | sub-circulaire   | 3,65 m         | 0,80 m                       | dallage jointif               | 6,00 m x 1,00 m      | dallage irrégulier |
| III                                                                                   | sub-circulaire ? | 4,50 m         | 0,80 m au nord 0,30 m au sud | dallage jointif               | 3,70 m x 0,80 m      | dallage jointif    |
| IV                                                                                    | sub-circulaire   | 3,40 m         | 0,45 m                       | dallage partiellement disparu | disparu              | dallage irrégulier |
| V                                                                                     | circulaire       | 3,40 m         | 0,65 m                       | dallage inexistant            | disparu              |                    |
| VI                                                                                    | sub-circulaire   | 4,40 m         | 0,40 m au nord 0,20 m au sud | grandes dalles jointives      | 5,20 m               | disparu            |
| VII                                                                                   | sub-circulaire   | 4,00 m         | 0,90 m au nord 0,60 m au sud | dallage jointif               | 5,00 m x 1,00 m      | dallage irrégulier |
| Données : Le cairn et le crématoire néolithiques de La Hoguette à Fontenay-le-Marmion |                  |                |                              |                               |                      |                    |

Un crématoire a été aménagé postérieurement dans la masse du cairn, au sud-est qu'il pénètre sur une profondeur de 3,20 m tout en se prolongeant à l'extérieur de 8,80 m. Cet aménagement a conduit à creuser une tranchée de section trapézoïdale sur 0,50 m de profondeur en réutilisant peut être le couloir d'accès d'une huitième chambre qui aurait été ainsi détruit, mais cela demeure incertain l'emplacement de la chambre correspondante correspondant désormais à une fosse d'extraction de pierres.

## Matériel funéraire
Le nombre de d'individus inhumés par chambre est variable : 14 dans les chambres I et III, 4 dans la chambre II, 8 dans la IV, 9 dans la V, 6 dans la VI, 5 dans la VII. Tous les corps avaient été déposés en position décubitus latéral avec les membres fléchis. Dans la chambre I, les crânes ont été découverts posés sur une dalle de calcaire et protégés par deux autres dalles formant un petit toit. Dans la chambre II, les ossements étaient protégés par des dalles en position horizontale. Les datations au C14 des ossements indiquent un intervalle compris entre 3 610 et 3 100 av. J. C..
Le mobilier retrouvé est composé principalement d'outils lithiques et de fragments de poteries ; un seul élément de parure (un coquillage marin) a été découvert. L'outillage lithique (lames, couteaux) a été retrouvé dans les chambres I, II et VI sur ou sous le dallage et à l'extérieur du cairn (grattoirs, tranchets), cette distinction pratiquée entre les deux types d'outils et leur disposition semble intentionnelle. Les fragments d'un petit vase de type chasséen furent découverts à l'extérieur du cairn, tandis que des fragments de deux grands vases de stockage à fond rond furent recueillis dans le sol fossilisé sous le cairn, donc antérieur à la construction des chambres funéraires. Ces vases comportent un décor en guirlande réalisé avec un poinçon bifide. Faute d'éléments de comparaison, ils furent qualifiés de « danubien » lors de leur découverte. En 1983, l’archéologue Christian Jeunesse effectue le parallèle avec des tessons comportant le même type de décor découverts dans l'est de la France, aux Pays-Bas, en Belgique, Allemagne et Suisse et propose le nom de « groupe de La Hoguette » pour caractériser l'unité temporelle et matérielle de plusieurs sites néolithiques d’Europe.
Le mobilier funéraire du crématoire comportait des poteries (une bouteille à collerette entière, dont le style peut être rapproché de celles de Kergüntuil, des fragments de poterie du type « pot-de-fleur » assimilé à la culture Seine-Oise-Marne), des outils lithiques (une armature de flèche à tranchant transversal, des fragments de lames brutes), un petit outillage osseux (à l'état de fragments) et quelques éléments de parure (deux perles cylindriques en roche dure, des fragments de coquille de Dentalium).
L'ensemble traduit une unité ethnique avec des phénomènes d'acculturations de provenances diverses.